# Even nyelv
Az even nyelv (régebbi nevén lamut nyelv) egy veszélyeztetett nyelv, melyet az evenek beszélnek Oroszország távol-keleti területén. 1932 óta írott nyelv, melynek alapja az ola dialektus.

## Lásd még
- Even ábécé